# Función G de Barnes

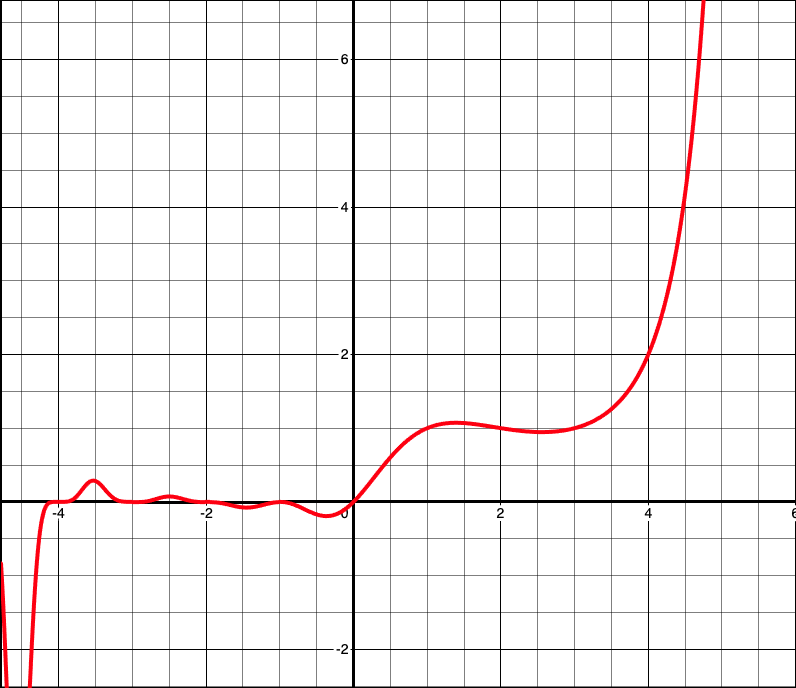
La función G de Barnes representada a lo largo de la recta real.

En matemática, la función G de Barnes G(z) es una función que extiende los superfactoriales a los números complejos. Está relacionada con la función gamma, la función K y la constante de Glaisher–Kinkelin, y fue llamada así en honor al matemático Ernest William Barnes. Puede ser escrita en términos de la función gamma doble.
Formalmente, la función G de Barnes se define mediante el siguiente producto de Weierstrass:
{\displaystyle G(1+z)=(2\pi )^{z/2}\exp \left(-{\frac {z+z^{2}(1+\gamma )}{2}}\right)\,\prod _{k=1}^{\infty }\left\{\left(1+{\frac {z}{k}}\right)^{k}\exp \left({\frac {z^{2}}{2k}}-z\right)\right\}}
donde {\displaystyle \,\gamma } es la constante de Euler–Mascheroni, exp(x) = ex es la función exponencial, y Π denota multiplicación (productorio).
Como función entera, G es de orden dos, y de tipo infinito. Esto se puede deducir de la expansión asintótica dada a continuación.

## Ecuación funcional y argumentos enteros
La función G de Barnes satisface la ecuación funcional
{\displaystyle G(z+1)=\Gamma (z)\,G(z)}
con normalización G(1) = 1. Nótese la similidaridad entre la ecuación funcional de la función G de Barnes y la función Gamma de Euler:
{\displaystyle \Gamma (z+1)=z\,\Gamma (z).}
La ecuación funcional implica que G toma los siguientes valores en argumentos enteros:
{\displaystyle G(n)={\begin{cases}0&{\text{si }}n=0,-1,-2,\dots \\\prod _{i=0}^{n-2}i!&{\text{si }}n=1,2,\dots \end{cases}}}
(en particular, {\displaystyle \,G(0)=0,G(1)=1})
y de este modo
{\displaystyle G(n)={\frac {(\Gamma (n))^{n-1}}{K(n)}}}
donde {\displaystyle \,\Gamma (x)} denota la función gamma y K denota la función K. La ecuación funcional define únicamente la función G si la condición de convexidad,
{\displaystyle (\forall x\geq 1)\,{\frac {\mathrm {d} ^{3}}{\mathrm {d} x^{3}}}\log(G(x))\geq 0}
es añadida. Adicionalmente, la función G de Barnes satisface la fórmula de duplicación,
{\displaystyle G(x)G\left(x+{\frac {1}{2}}\right)^{2}G(x+1)=e^{-{\frac {1}{4}}}A^{3}2^{2x^{2}-3x+{\frac {11}{12}}}\pi ^{{\frac {1}{2}}-x}G\left(2x\right)}

## Valor en 1/2
{\displaystyle G\left({\tfrac {1}{2}}\right)=2^{\frac {1}{24}}e^{{\frac {3}{2}}\zeta '(-1)}\pi ^{-{\frac {1}{4}}}.}